# Julia Szczurowska
Julia Szczurowska (ur. 29 lipca 2001 roku w Olsztynie) – polska siatkarka, grająca na pozycji atakującej, młodzieżowa reprezentantka kraju. 
Jest córką siatkarza Wojciecha Szczurowskiego – byłego zawodnika m.in.: AZS-u Olsztyn oraz Gwardii Wrocław.
Jej o 6 lat młodszy brat Jakub, również jest siatkarzem. Gra na boisku jako przyjmujący w Akademii Talentów Jastrzębskiego Węgla.
W wieku 16 lat zadebiutowała na parkietach Ligi Siatkówki Kobiet. W wygranym meczu przeciwko BKS Profi Credit Bielsko-Biała została wyróżniona statuetką dla najlepszej zawodniczki spotkania. Tym samym została najmłodszą siatkarką w historii Profesjonalnej Ligi Piłki Siatkowej, która otrzymała taką nagrodę.

## Przebieg kariery
| Sezon                 | W klubie            | Klub                 |                   |                   |                   |                   |                   |                   |                   |                   |
| Kariera juniorska     | Kariera juniorska   | Kariera juniorska    | Kariera juniorska | Kariera juniorska | Kariera juniorska | Kariera juniorska | Kariera juniorska | Kariera juniorska | Kariera juniorska | Kariera juniorska |
| --------------------- | ------------------- | -------------------- | ----------------- | ----------------- | ----------------- | ----------------- | ----------------- | ----------------- | ----------------- | ----------------- |
|                       |                     | MKS MOS Wrocław      |                   |                   |                   |                   |                   |                   |                   |                   |
| Gwardia/Impel Wrocław |                     |                      |                   |                   |                   |                   |                   |                   |                   |                   |
| SMS PZPS Szczyrk      |                     |                      |                   |                   |                   |                   |                   |                   |                   |                   |
| Kariera seniorska     |                     |                      |                   |                   |                   |                   |                   |                   |                   |                   |
| 2017/2018             |                     | Impel Wrocław        |                   |                   |                   |                   |                   |                   |                   |                   |
| 2018/2019             | RC Cannes           |                      |                   |                   |                   |                   |                   |                   |                   |                   |
| 2019/2020             | RC Cannes           | do 01.2020           |                   |                   |                   |                   |                   |                   |                   |                   |
| 2019/2020             | od 31.01.2020       | Energa MKS Kalisz    |                   |                   |                   |                   |                   |                   |                   |                   |
| 2020/2021             |                     | Energa MKS Kalisz    |                   |                   |                   |                   |                   |                   |                   |                   |
| 2021/2022             | Grot Budowlani Łódź |                      |                   |                   |                   |                   |                   |                   |                   |                   |
| 2022/2023             | Volleyball Wrocław  |                      |                   |                   |                   |                   |                   |                   |                   |                   |
| 2023/2024             | Volleyball Wrocław  | do 18.03.2024        |                   |                   |                   |                   |                   |                   |                   |                   |
| 2023/2024             | od 20.03.2024       | Béziers Volley       |                   |                   |                   |                   |                   |                   |                   |                   |
| 2024/2025             | do 27.01.2025       | Nilüfer Belediyespor |                   |                   |                   |                   |                   |                   |                   |                   |
| 2024/2025             | od 30.01.2025       | Beşiktaş Stambuł     |                   |                   |                   |                   |                   |                   |                   |                   |
| 2025/2026             |                     | Beşiktaş Stambuł     |                   |                   |                   |                   |                   |                   |                   |                   |

## Sukcesy klubowe

### młodzieżowe
Mistrzostwa Polski kadetek:
- 2016

Mistrzostwa Polski juniorek:
- 2018
- 2016[13]

### seniorskie
Mistrzostwo Francji:
- 2019

## Sukcesy reprezentacyjne
Mistrzostwa EEVZA (Europy Wschodniej) Kadetek:
- 2016

Mistrzostwa Europy Juniorek:
- 2018

## Nagrody indywidualne
- 2016: Najlepsza atakująca Mistrzostw Polski juniorek[13]
- 2016: Najlepsza atakująca Mistrzostw Polski kadetek